# Olympische Sommerspiele 2004/Teilnehmer (Brunei)
| Gelbes Symbol für Goldmedaillen mit stilisierten Olympischen Ringen | Graues Symbol für Silbermedaillen mit stilisierten Olympischen Ringen | Braundes Symbol für Bronzemedaillen mit stilisierten Olympischen Ringen |
| ------------------------------------------------------------------- | --------------------------------------------------------------------- | ----------------------------------------------------------------------- |
| —                                                                   | —                                                                     | —                                                                       |

Brunei nahm bei den Olympischen Spielen 2004 in Athen zum dritten Mal an Olympischen Sommerspielen teil. Das Land war mit einem Athleten vertreten. 

## Teilnehmer nach Sportart

### Leichtathletik
- Jimmy Anak Ahar
Männer, 1500 m: in der 1. Runde ausgeschieden (4:14,11 min)